# Nicolas Lancret
Nicolas Lancret (París, 22 de enero de 1690 - ibídem, 14 de septiembre de 1743) fue un pintor francés de estilo rococó cuya obra se sitúa en la órbita de Watteau.

## Biografía

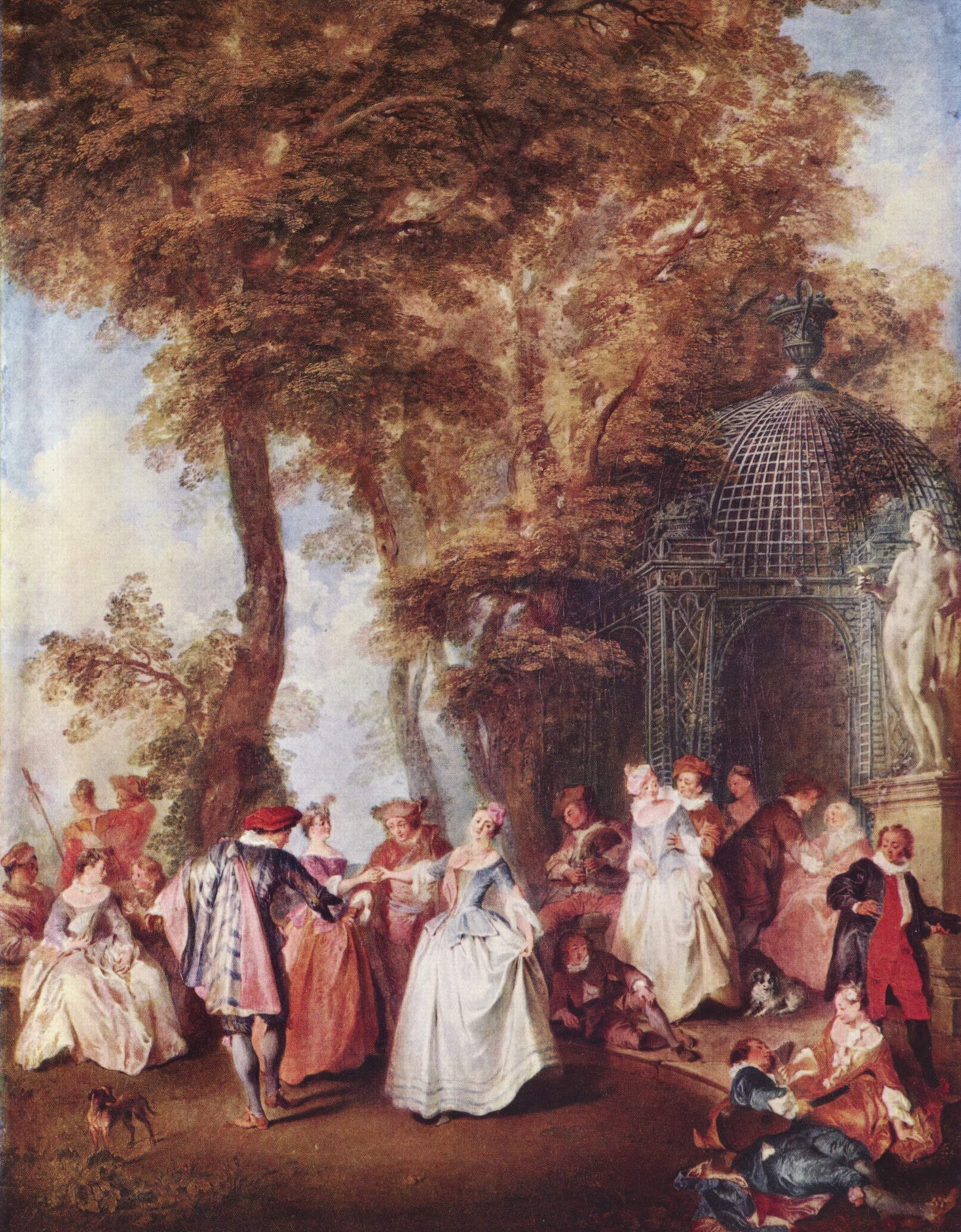
Le moulinet (Potsdam, Palacio de Sanssouci).

Se formó como pintor principalmente con Claude Gillot, maestro del también pintor Antoine Watteau. Lancret admiró e imitó el estilo de Watteau de tal modo, que ha sido descalificado como un simple imitador sin originalidad. Sin embargo, su manera de pintar es algo diferente: perfiles más definidos, una pincelada algo más lisa, y un colorido acaso más vivo.
Describió la vida frívola en la corte francesa bajo la Regencia (1715-1723) de Felipe II, duque de Orleans. Sus pinturas se caracterizan por presentar a los personajes vestidos de forma elegante, por los paisajes delicados y por la atmósfera de plácida alegría. 
Pintó cerca de 800 cuadros. Algunos de ellos son Las cuatro edades del hombre (Tate Gallery de Londres), La lección de música y Las cuatro estaciones (ambos en el Museo del Louvre de París). 
Algo antes de 1733 pintó una conocida serie de Los Cuatro elementos para el marqués de Beringhen. El original correspondiente a La Tierra se exhibe en el Museo Thyssen-Bornemisza de Madrid. Del cuarteto se publicó poco después una serie grabada, en la que participaron grabadores como Cochin, Nicolas Tardieu y Benoît Audran el Viejo. Se cree que los grabados fueron encargados directamente por Lancret a dichos artistas para dedicárselos al marqués.
Entre sus múltiples retratos de actores destacan las cuatro pinturas que hizo de la bailarina Marie Camargo (1730); la de la Colección Wallace de Londres es la más conocida.